# Jhandi

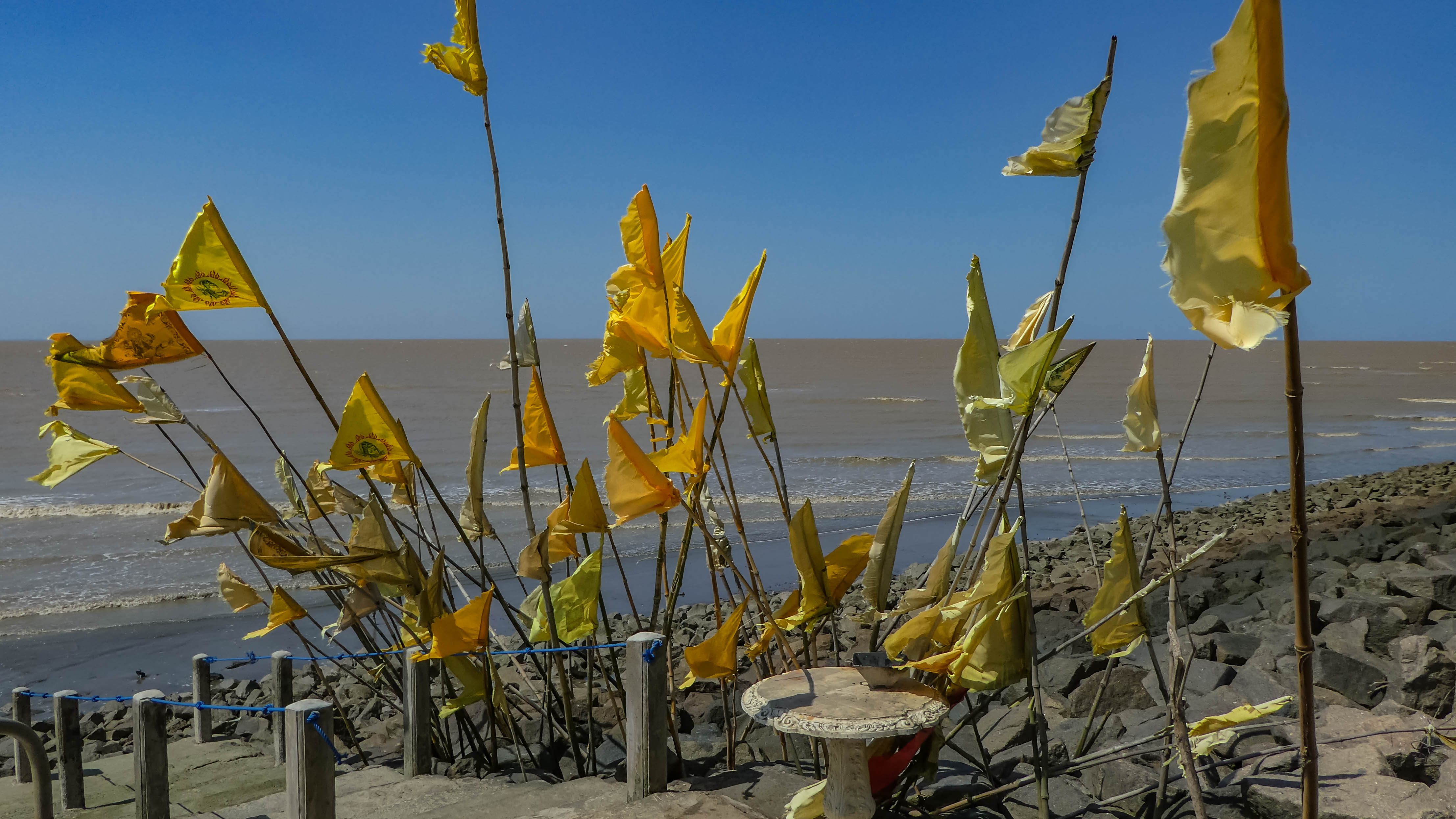
Jhandi-vlaggen in Nickerie

Jhandi (Sarnami: झंडी) is een term die in Suriname en het Caraïbisch gebied door hindoes in het algemeen wordt gebruikt voor een gebedsvlag.  Het is een vlag die een kenmerkend symbool is voor het hindoeïsme in die landen en wordt in de tuin geplaatst of in een pot binnenhuis. De jhandi wordt meestal geplaatst na het doen van een puja; een ritueel die in huis uitgevoerd wordt door een pandit.

## Etymologie
Jhandi komt van het Hindi woord Jhand (झंडा) dat vlag betekent. Later is dit woord overgenomen in het Caraïbisch-Hindoestani met de betekenis van een driehoekige gebedsvlag. De jhandi wordt ook geïdentificeerd als een axis mundi die Mount Meru symboliseert, het centrum van de aarde omdat de jhandi geplaatst wordt in het huis als het centrum van alles.

## Geschiedenis
Met de komst van Aziatische contractarbeiders naar het Caraïbisch gebied werd ook het hindoeïsme geïntroduceerd. Oorspronkelijk ontstond de jhandi als een poging om de zichtbaarheid van hun gemeenschap, cultuur en geloof te vergroten, maar de populariteit van de jhandi was ook te wijten aan een manier van de Indo-Caraïbiërs om tegenslag te geven tegen de dominantie van het christendom en de Afro-Caraïbische cultuur. Jhandis gaven ook aan dat er in het huis waar het geplaatst was hindoes wonen, in het algemeen deden vooral volgers van het Sanātana Dharma dit, aangezien volgers van de Arya Samaj dit niet kende. Hoewel jhandi-achtige vlaggen ook voorkomen bij tempels in Noord-India, waar de meerderheid van de Indo-Caraïbiërs vandaan komen, is de algemeenheid van jhandis, vooral de plaatsing ervan bij huizen, uniek voor hindoes in het Caraïbisch gebied. 